# Штадтбредімю (комуна)
Штадтбредімю (люксемб. Stadbriedemes, фр. Stadtbredimus, нім. Stadtbredimus) — комуна Люксембургу. Входить до складу кантону Реміх в окрузі Гревенмахер.

## Географія
Площа території комуни становить 10,17 км² (107-е місце за цим показником серед 116 комун Люксембургу).
Висота найвищої точки комуни над рівнем моря складає 289 метрів (115-е місце за цим показником серед комун країни), найнижчої — 140 метрів (4-е місце).

## Демографія
Станом на 2011 рік на території комуни мешкало 1 496 ос.
Динаміка чисельності населення:

## Адміністративний поділ
До складу комуни входять такі поселення:
| Поселення    | Населення за даними переписів: | Населення за даними переписів: | Населення за даними переписів: |
| Поселення    | на 31.03.1981                  | на 01.03.1991                  | на 15.02.2001                  |
| ------------ | ------------------------------ | ------------------------------ | ------------------------------ |
| Грайвельданж | 365                            | 466                            | 573                            |
| Штадтбредімю | 389                            | 416                            | 676                            |